# La Bastida de Virac
La Bastida de Virac (en francès Labastide-de-Virac) és un municipi francès situat al departament de l'Ardecha i a la regió d'Alvèrnia-Roine-Alps. L'any 2007 tenia 210 habitants.

## Demografia

### Població
El 2007 la població de fet de Labastide-de-Virac era de 210 persones. Hi havia 80 famílies de les quals 24 eren unipersonals (20 homes vivint sols i 4 dones vivint soles), 32 parelles sense fills, 20 parelles amb fills i 4 famílies monoparentals amb fills.
La població ha evolucionat segons el següent gràfic:
Habitants censats

### Habitatges
El 2007 hi havia 222 habitatges, 83 eren l'habitatge principal de la família, 112 eren segones residències i 27 estaven desocupats. 205 eren cases i 16 eren apartaments. Dels 83 habitatges principals, 70 estaven ocupats pels seus propietaris, 11 estaven llogats i ocupats pels llogaters i 2 estaven cedits a títol gratuït; 2 tenien una cambra, 6 en tenien dues, 18 en tenien tres, 29 en tenien quatre i 28 en tenien cinc o més. 65 habitatges disposaven pel capbaix d'una plaça de pàrquing. A 47 habitatges hi havia un automòbil i a 30 n'hi havia dos o més.

### Piràmide de població
La piràmide de població per edats i sexe el 2009 era:
| Homes | Edats   | Dones |
| ----- | ------- | ----- |
| 0     | 95 o +  | 0     |
| 0     | 90 a 94 | 8     |
| 0     | 85 a 89 | 0     |
| 0     | 80 a 84 | 0     |
| 4     | 75 a 79 | 4     |
| 16    | 70 a 74 | 16    |
| 12    | 65 a 69 | 8     |
| 12    | 60 a 64 | 0     |
| 4     | 55 a 59 | 4     |
| 4     | 50 a 54 | 12    |
| 28    | 45 a 49 | 4     |
| 8     | 40 a 44 | 4     |
| 8     | 35 a 39 | 0     |
| 4     | 30 a 34 | 12    |
| 8     | 25 a 29 | 4     |
| 4     | 20 a 24 | 0     |
| 4     | 15 a 19 | 4     |
| 8     | 10 a 14 | 12    |
| 4     | 5 a 9   | 4     |
| 0     | 0 a 4   | 4     |

## Economia
El 2007 la població en edat de treballar era de 130 persones, 90 eren actives i 40 eren inactives. De les 90 persones actives 66 estaven ocupades (46 homes i 20 dones) i 24 estaven aturades (18 homes i 6 dones). De les 40 persones inactives 17 estaven jubilades, 7 estaven estudiant i 16 estaven classificades com a «altres inactius».

### Ingressos
El 2009 a Labastide-de-Virac hi havia 95 unitats fiscals que integraven 204 persones, la mediana anual d'ingressos fiscals per persona era de 14.985 €.

### Activitats econòmiques
Dels 21 establiments que hi havia el 2007, 4 eren d'empreses de construcció, 2 d'empreses de comerç i reparació d'automòbils, 7 d'empreses d'hostatgeria i restauració, 5 d'empreses de serveis, 1 d'una entitat de l'administració pública i 2 d'empreses classificades com a «altres activitats de serveis».
Dels 6 establiments de servei als particulars que hi havia el 2009, 4 eren paletes i 2 restaurants.
L'únic establiment comercial que hi havia el 2009 era una botiga de menys de 120 m².
L'any 2000 a Labastide-de-Virac hi havia 11 explotacions agrícoles que ocupaven un total de 175 hectàrees.

## Poblacions més properes
El següent diagrama mostra les poblacions més properes.